# Apatico (singolo)
Apatico è un singolo del cantante italiano Matteo Romano, pubblicato il 22 aprile 2022.